# Jardin d'atmosphère du Petit-Bordeaux
Le jardin d'atmosphère du Petit-Bordeaux est un jardin aménagé à Saint-Biez-en-Belin, dans le département de la Sarthe et la région Pays de la Loire. D'une surface de 1,7 hectare, il compte près de 4 300 espèces végétales. Cette propriété privée est l'un des sept espaces verts du département classés Jardin remarquable.

## Localisation
Les jardins se trouvent au sud du village de Saint-Biez-en-Belin, dans le département de la Sarthe, à proximité de la route départementale 77.

## Présentation
Le jardin est créé en 1986 par Michel et Sylvie Berrou, autour d'une maison du XVIIIe siècle. Il compte environ 4 300 variétés de plantes. Classé Jardin remarquable, le jardin d'atmosphère du Petit-Bordeaux reçoit le premier prix Bonpland 2002 décerné par la Société nationale d'horticulture de France ainsi que le premier prix du Top des Parcs en 2007.